# Braunfleckender Milchling
Der Braunfleckende oder Blassrandige Milchling (Lactarius fluens, Syn.: Lactarius blennius var. fluens) ist eine Pilzart aus der Familie der Täublingsverwandten (Russulaceae). Es ist ein mittelgroßer bis großer Milchling mit einem mehr oder weniger schmierigen, olivgrünen bis graubraunen Hut, dessen Hutrand meist deutlich heller gefärbt ist. Seine cremegelben Lamellen werden im Alter rostfleckig. Der ungenießbare Milchling wächst von Juli bis November in Rotbuchen- oder Hainbuchen-Eichenwäldern.

## Merkmale

### Makroskopische Merkmale
Der Hut ist 4–9 (17) cm breit, zuerst gewölbt, dann ausgebreitet und später meist in der Mitte leicht niedergedrückt. Bisweilen kann er auch einen kleinen Buckel haben. Die Oberfläche ist glatt, feinadrig und kaum schmierig. Mit zunehmendem Alter wird der Hut trocken und ist dann matt. Die Hutfarbe ist sehr variabel und reicht von olivgrün über olivbraun bis fleischbraun oder blass mausgrau, in der Mitte ist der Hut manchmal dunkler graubraun gefärbt. Er ist oft mehr oder weniger deutlich gezont und hat einen helleren cremefarbenen, gelblich weißen oder weißlichen Rand, der jung mehr oder weniger eingerollt und später glatt oder fein gerippt bis gerieft ist.
Die häufig gegabelten Lamellen sind breit angewachsen, leicht ausgebuchtet oder laufen mehr oder weniger am Stiel herab. Sie sind eher schmal bis mittel breit und stehen ziemlich gedrängt. Sie sind jung cremeweißlich und später hell ockerfarben. Werden sie verletzt oder gequetscht, so werden sie erst rotbraun fleckig und nach 2–3 Stunden fast schwarzbraun. Das Sporenpulver ist hell cremefarben.
Der zylindrische und sich zur Basis hin verjüngende Stiel ist 3,5–7 cm lang und 1,2–2,5 cm breit. Seine weißliche, blass cremefarbene bis gräulich braune Oberfläche ist glatt, klebrig, bis fast trocken, an Druckstellen oder im Alter verfärbt er sich bräunlich. Das weißliche Fleisch ist mittelfest und im Stiel ausgestopft bis hohl. Es schmeckt anfangs mild und dann zunehmend bitter, scharf und kratzend. Ältere Exemplare können auch fast mild schmecken. Der Geruch ist schwach fruchtig. Die weiße, nach einer Weile mäßig scharfe und ziemlich reichlich fließende Milch trocknet olivgrau ein.

### Mikroskopische Merkmale
Die Sporen sind rundlich bis breitelliptisch, 6,9–7,2 µm lang und 5,4–5,8 µm breit. Der Q-Wert (Quotient aus Sporenlänge und -breite) beträgt 1,1 bis 1,3. Das Ornament besteht aus wenigen einzelnen, 0,7–1 µm hohen, verlängerten Warzen und Rippen, die mehrheitlich zebrastreifenartig angeordnet sind. Der Hilarfleck ist inamyloid oder nach außen hin schwach amyloid.
Die 40–50 µm langen und 8–11 µm breiten Basidien sind keulig bis bauchig und tragen meist 4 Sterigmen, selten nur 1 Sterigma. Die 20–65 µm langen und 3,5–9 µm breiten Cheilomakrozystiden sind spindelförmig bis pfriemförmig und zahlreich. Die ebenfalls zahlreichen Pleuromakrozystiden haben eine ähnliche Form und sind 35–90 µm lang und 5–10 µm breit, ihre Spitze ist oft schmal und lang ausgezogen.
Die Huthaut (Pileipellis) ist eine 20–55 µm breite Ixocutis oder ein Ixotrichoderm und besteht aus aufsteigenden sowie parallel liegenden und unregelmäßig verflochtenen 2–4,5 (10) µm breiten Hyphen.

## Artabgrenzung
Der Braunfleckende Milchling ähnelt stark dem nahe verwandten Graugrünen Milchling (Lactarius blennius) und ist ebenso veränderlich wie dieser. Meist hat der Blassrandige Milchling aber einen derbfleischigeren, deutlicher gezonten und weniger schmierigen Hut, doch das makroskopisch beste Merkmal ist der hell cremefarbene bis weißliche Hutrand. Auch mikroskopisch unterscheiden sich die beiden Arten. Beim Braunfleckenden Milchling ist das Sporenornament gratig und auffällig zebrastreifenartig angeordnet und in der oberen Huthautschicht sind die Hyphen deutlich miteinander verflochten.
Der an ähnlichen Standorten bei Hainbuchen wachsende Gebänderte Hainbuchen-Milchling (Lactarius circellatus) kann ebenfalls ähnlich aussehen, hat aber dunklere Lamellen und ein mehr zebrastreifenartiges Sporenornament.

## Ökologie
Der Braunfleckende Milchling ist ein Mykorrhizapilz, der vorwiegend mit Rotbuchen, seltener auch mit Hainbuchen, eine Symbiose eingeht. Der Milchling mag nicht zu saure Gley- und Mullböden. Man findet ihn daher meist in Waldmeister-Buchenwäldern, aber auch in anderen Buchenwaldgesellschaften. Er kann aber auch in Hainbuchen-Eichen- und Eichenmischwäldern vorkommen. In den Niederlanden wurde er zudem entlang von Alleen gefunden. Der Pilz bevorzugt ältere, dem Klimaxstadium nahe Hallenwälder. Die Fruchtkörper erscheinen einzeln oder zu wenigen beisammenstehend von Juli bis November.

## Verbreitung

Verbreitung des Braunfleckenden Milchling in Europa. Grün eingefärbt sind Länder, in denen der Milchling nachgewiesen wurde. Grau dargestellt sind Länder ohne Quellen oder Länder außerhalb Europas.

Der Braunfleckende Milchling kommt in Europa und Nordafrika vor. In Europa ist er eher selten bis zerstreut verbreitet und wohl nirgends häufig. Im Westen ist er in Großbritannien und in Nordirland recht verbreitet, in Belgien und den Niederlanden aber selten bis sehr selten. Er wurde in ganz Mitteleuropa nachgewiesen, nur aus Polen gibt es keine Nachweise. Im Norden kommt der Milchling selten bis sehr zerstreut in Südnorwegen und -schweden vor, die nördlichste Fundmeldung stammt aus Örebro (Schweden).
In Deutschland ist der Milchling von der norddeutschen Tiefebene und der Ostseeküste bis in das Alpenvorland sehr zerstreut verbreitet und scheint in allen Bundesländern vorzukommen. In Österreich ist er sehr zerstreut verbreitet und kommt vorwiegend in Ober- und Niederösterreich und in Kärnten vor. Man findet ihn in den Randbereichen der Alpen, in allen höheren Lagen fehlt er. Auch in der Schweiz ist der Pilz nicht häufig, in den Kantonen Wallis, Graubünden, Tessin und Uri und in allen Lagen oberhalb von 1000 m ist er sehr selten oder fehlt ganz.

## Systematik
Der Braunfleckige Milchling wurde 1899 von É. Boudier als Lactarius fluens erstmals beschrieben. Viele Autoren hielten und halten das Taxon aber nur für eine Varietät des Graugrünen Milchling und so stufte 1999 G. Krieglsteiner die Art zur Varietät L. blennius var. fluens herab.
Ein taxonomisches Synonym ist die Varietät L. blennius f. albidopallens J.E. Lange (1928), die J. Blum 1976 zur Art herauf stufte.

### Infragenerische Systematik
Der Braunfleckende Milchling wird von Bon in die Sektion Vieti gestellt. Die Vertreter der Sektion haben schleimige bis klebrige Hüte. Ihre Milch wird an der Luft grau oder braun und verfärbt beim Eintrocknen die Lamellen. M. Basso und Heilmann-Clausen stellen den Milchling in die Untersektion Pyrogalini, die innerhalb der Sektion Glutinosi steht. Ihre Vertreter haben mehr oder weniger gezonte, grünlich, braun oder grau gefärbte, trocken oder schmierige Hüte. Die Milch trocknet mehr oder weniger grünlich oder gräulich ein und die Sporen haben oft ein zebrastreifenartiges oder mehr oder weniger netziges Ornament.

## Bedeutung
Der Milchling ist nicht essbar.